# Championnat d'Islande de football 2015
Navigation
Pepsi-deild 2014 Pepsi-deild 2016
La saison 2015 de Pepsi-deild est la cent-quatrième édition de la première division de football d'Islande, qui constitue le premier échelon national islandais et oppose 12 clubs professionnels, à savoir les dix premiers de la saison 2014, ainsi que les deux premiers de la deuxième division islandaise de 2014.
Le championnat débute le 3 mai 2015 et se clôt le 3 octobre 2015. Il comprend vingt-deux journées, les clubs s'affrontant deux fois en matches aller-retour.
Le FH Hafnarfjörður remporte son septième titre dans la compétition. Il devance le Breiðablik Kopavogur et le KR Reykjavik. En bas de classement, le Leiknir Reykjavik et l'ÍBK Keflavík sont relégués.

## Clubs participants
| Club                     | Ville         | En Pepsi-deild depuis | Clt 2014        | Stade             | Capacité |
| ------------------------ | ------------- | --------------------- | --------------- | ----------------- | -------- |
| Breiðablik Kopavogur     | Kópavogur     | 2006                  | 7e Pepsi-deild  | Kópavogsvöllur    | 5 000    |
| FH Hafnarfjörður         | Hafnarfjörður | 2001                  | 2e Pepsi-deild  | Kaplakrikavöllur  | 6 000    |
| Fjölnir Reykjavik        | Reykjavik     | 2014                  | 9e Pepsi-deild  | Fjölnisvöllur     | 1 190    |
| Fylkir Reykjavik         | Reykjavik     | 2000                  | 6e Pepsi-deild  | Fylkisvöllur      | 4 000    |
| ÍA Akranes               | Akranes       | 2015                  | 2e 1.deild      | Akranesvöllur     | 4 850    |
| ÍBK Keflavík             | Keflavík      | 2004                  | 8e Pepsi-deild  | Keflavíkurvöllur  | 4 000    |
| ÍB Vestmannaeyja         | Îles Vestmann | 2009                  | 10e Pepsi-deild | Hásteinsvöllur    | 3 540    |
| Leiknir Reykjavik        | Reykjavik     | 2015                  | 1er 1. deild    | Leiknisvöllur     | 1 300    |
| KR Reykjavik             | Reykjavik     | 1979                  | 3e Pepsi-deild  | KR-völlur         | 2 940    |
| Ungmennafélagið Stjarnan | Garðabær      | 2009                  | 1er Pepsi-deild | Stjörnuvöllur     | 1 400    |
| Valur Reykjavik          | Reykjavik     | 2005                  | 5e Pepsi-deild  | Vodafonevöllurinn | 3 000    |
| Víkingur Reykjavik       | Reykjavik     | 2014                  | 4e Pepsi-deild  | Víkingsvöllur     | 1 450    |

Légende des couleurs
- Tenant du titre et qualifié pour le 2e tour de qualification de la Ligue des Champions 2015-2016
- Qualifié pour le 1er tour de qualification de la Ligue Europa 2015-2016
- Promu

## Compétition

### Règlement
La distribution des points se fait tel que suit :
- 3 points en cas de victoire
- 1 point en cas de match nul
- 0 point en cas de défaite

En cas d'égalité, les équipes sont départagées selon les critères suivants dans cet ordre :
- Différence de buts générale
- Nombre de buts marqués
- Fair-play

### Classement
| Rang | Équipe      | Pts | J  | G  | N | P  | Bp | Bc | Diff |
| ---- | ----------- | --- | -- | -- | - | -- | -- | -- | ---- |
| 1    | FH          | 48  | 22 | 15 | 3 | 4  | 47 | 26 | +21  |
| 2    | Breiðablik  | 46  | 22 | 13 | 7 | 2  | 34 | 13 | +21  |
| 3    | KR          | 42  | 22 | 12 | 6 | 4  | 36 | 21 | +15  |
| 4    | StjarnanT   | 33  | 22 | 9  | 6 | 7  | 32 | 24 | +8   |
| 5    | ValurC      | 33  | 22 | 9  | 6 | 7  | 38 | 31 | +7   |
| 6    | Fjölnir     | 33  | 22 | 9  | 6 | 7  | 36 | 35 | +1   |
| 7    | ÍAP         | 29  | 22 | 7  | 8 | 7  | 31 | 31 | 0    |
| 8    | Fylkir      | 29  | 22 | 7  | 8 | 7  | 26 | 31 | -5   |
| 9    | Vikingur R. | 23  | 22 | 5  | 8 | 9  | 32 | 36 | -4   |
| 10   | ÍBV         | 19  | 22 | 5  | 4 | 13 | 26 | 37 | -11  |
| 11   | Leiknir R.P | 15  | 22 | 3  | 6 | 13 | 20 | 34 | -14  |
| 12   | Keflavík    | 10  | 22 | 2  | 4 | 16 | 22 | 61 | -39  |

|  | Qualification pour le 2e tour préliminaire de la Ligue des champions de l'UEFA 2016-2017 |
|  | Qualification pour le 1er tour préliminaire de la Ligue Europa 2016-2017                 |
|  | Relégation directe en 1. deild                                                           |
|  | T : Tenant du titre C : Vainqueur de la Coupe d'Islande P : Promu de D2                  |

### Résultats
| Résultats (▼dom., ►ext.)                                   | BRE | FHF | FJÖ | FYL | ÍAA | ÍBV | ÍBK | KRR | LEI | STJ | VAL | VÍK |
| Breiðablik                                                 |     | 2-1 | 2-0 | 0-1 | 3-1 | 1-0 | 4-0 | 2-2 | 0-0 | 3-0 | 1-0 | 4-1 |
| FH                                                         | 1-1 |     | 2-1 | 2-2 | 4-1 | 3-1 | 2-0 | 1-3 | 4-2 | 4-0 | 2-1 | 1-0 |
| Fjölnir                                                    | 0-2 | 1-3 |     | 1-1 | 2-0 | 1-0 | 1-0 | 2-1 | 3-0 | 1-1 | 1-1 | 4-3 |
| Fylkir                                                     | 1-1 | 3-2 | 0-4 |     | 0-0 | 3-0 | 3-3 | 1-3 | 3-1 | 0-2 | 0-3 | 1-0 |
| ÍA                                                         | 0-1 | 2-3 | 4-4 | 0-0 |     | 3-1 | 4-2 | 0-0 | 2-1 | 0-1 | 1-0 | 1-1 |
| ÍBV                                                        | 2-0 | 1-4 | 4-0 | 0-1 | 1-2 |     | 3-0 | 1-1 | 2-2 | 0-2 | 3-3 | 3-2 |
| Keflavík                                                   | 1-1 | 1-2 | 1-1 | 1-3 | 0-4 | 3-1 |     | 0-1 | 3-2 | 1-2 | 1-2 | 1-3 |
| KR                                                         | 0-0 | 1-3 | 2-0 | 2-0 | 1-1 | 1-0 | 4-0 |     | 1-0 | 0-3 | 2-2 | 5-2 |
| Leiknir R.                                                 | 0-2 | 0-1 | 2-3 | 1-1 | 0-1 | 0-2 | 1-1 | 0-2 |     | 1-0 | 0-1 | 2-0 |
| Stjarnan                                                   | 0-1 | 1-1 | 1-3 | 1-0 | 1-1 | 3-0 | 7-0 | 0-1 | 1-1 |     | 1-2 | 1-1 |
| Valur                                                      | 0-1 | 2-0 | 3-3 | 4-2 | 4-2 | 1-1 | 3-2 | 3-0 | 0-3 | 1-2 |     | 0-1 |
| Víkingur R.                                                | 2-2 | 0-1 | 2-0 | 0-0 | 1-1 | 1-0 | 7-1 | 0-3 | 1-1 | 2-2 | 2-2 |     |
| - Victoire à domicile - Match nul - Victoire à l'extérieur |     |     |     |     |     |     |     |     |     |     |     |     |

## Bilan de la saison
| Championnat d'Islande de football 2015                             |                             |
| Champion                                                           | FH Hafnarfjörður (7e titre) |
| Coupes et trophées                                                 |                             |
| Vainqueur de la Coupe d'Islande 2015                               | Valur                       |
| Qualifications continentales                                       |                             |
| Ligue des champions de l'UEFA 2016-2017                            | FH Hafnarfjörður            |
| Ligue Europa 2016-2017                                             | Valur Reykjavik             |
| Ligue Europa 2016-2017                                             | Breiðablik Kopavogur        |
| Ligue Europa 2016-2017                                             | KR Reykjavik                |
| Promotions et relégations                                          |                             |
| Promus en Championnat d'Islande de football                        | Vikingur Ólafsvík           |
| Promus en Championnat d'Islande de football                        | Þróttur Reykjavik           |
| Relégués en Championnat d'Islande de football de deuxième division | Leiknir Reykjavik           |
| Relégués en Championnat d'Islande de football de deuxième division | ÍBK Keflavík                |